# Osmia subfasciata
Osmia subfasciata är en biart som beskrevs av Cresson 1872. Den ingår i släktet murarbin och familjen buksamlarbin. Arten förekommer i sydöstra Nordamerika.

## Underarter
Osmia subfasciata har två underarter:
- Osmia subfasciata subfasciata Cresson
- Osmia subfasciata miamiensis Mitchell

## Beskrivning
Honan har blåaktigt huvud med tretandade mandibler, en likaledes blåaktig mellankropp med en svagt grönaktig ton upptill, och grönaktig bakkropp. Hanen är nästan helt blågrön; ansiktet drar dock mera åt olivgrönt. Hans mandibler har endast två tänder. Hos båda könen är vingarna lätt rökfärgade. Behåringen är vitaktig, även på honans scopa. Behåringen är tämligen gles, utom på hanens clypeus, där den är tätare. På tergiterna finns tydliga hårband, hos hanen främst på sidorna. Kroppslängden är omkring 8 millimeter hos honan, 7 millimeter hos hanen.
Hos underarten Osmia subfasciata miamiensis är båda könen mörkblåa till purpurfärgade, och har mörkare vingar än Osmia subfasciata miamiensis. Längden är omkring 10 millimeter.

## Utbredning
Arten förekommer i sydöstra Nordamerika från norra Mexiko över New Mexico, Texas österut till Mississippi, Tennessee och North Carolina, samt söderut till Florida.

## Ekologi
Arten är polylektisk, den flyger till blommor ur många familjer, som korgblommiga växter, strävbladiga växter, korsblommiga växter, ärtväxter, kransblommiga växter, brakvedsväxter och pockenholtsväxter. Flygtiden varar från mars till juni.
Osmia subfasciata är ett solitärt bi, varje hona tar själv ensam hand om avkomman. Hon konstruerar boet av tuggat växtmaterial som blandas med jord. En vanlig leverantör till bomaterialet är fikonkaktusarten Opuntia engelmannii. Den massan används sedan för att klä väggarna i olika utrymmen, som växtstjälkar, övergivna insektsbon som getingar eller skalbaggar, och tomma snäckskal. I dessa utrymmen kan hon sedan inrätta larvceller, upp till 12 i rad. I vart och ett av dessa lägger hon sedan ett ägg tillsammans med pollen och nektar som näring. (Undantaget är snäckskal, som bara har plats för ett ägg vardera.) Tiden från nykläckt larv till vuxen insekt tar upp till 90 dygn.